# الحوميات (عفيف)
الحوميات، هي قرية من فئة (أ) تقع في محافظة عفيف، والتابعة لمنطقة الرياض في السعودية. وتبعد الحوميات عن محافظة عفيف بمسافة تقارب (160) كيلو متر 